# Ribes sanguineum

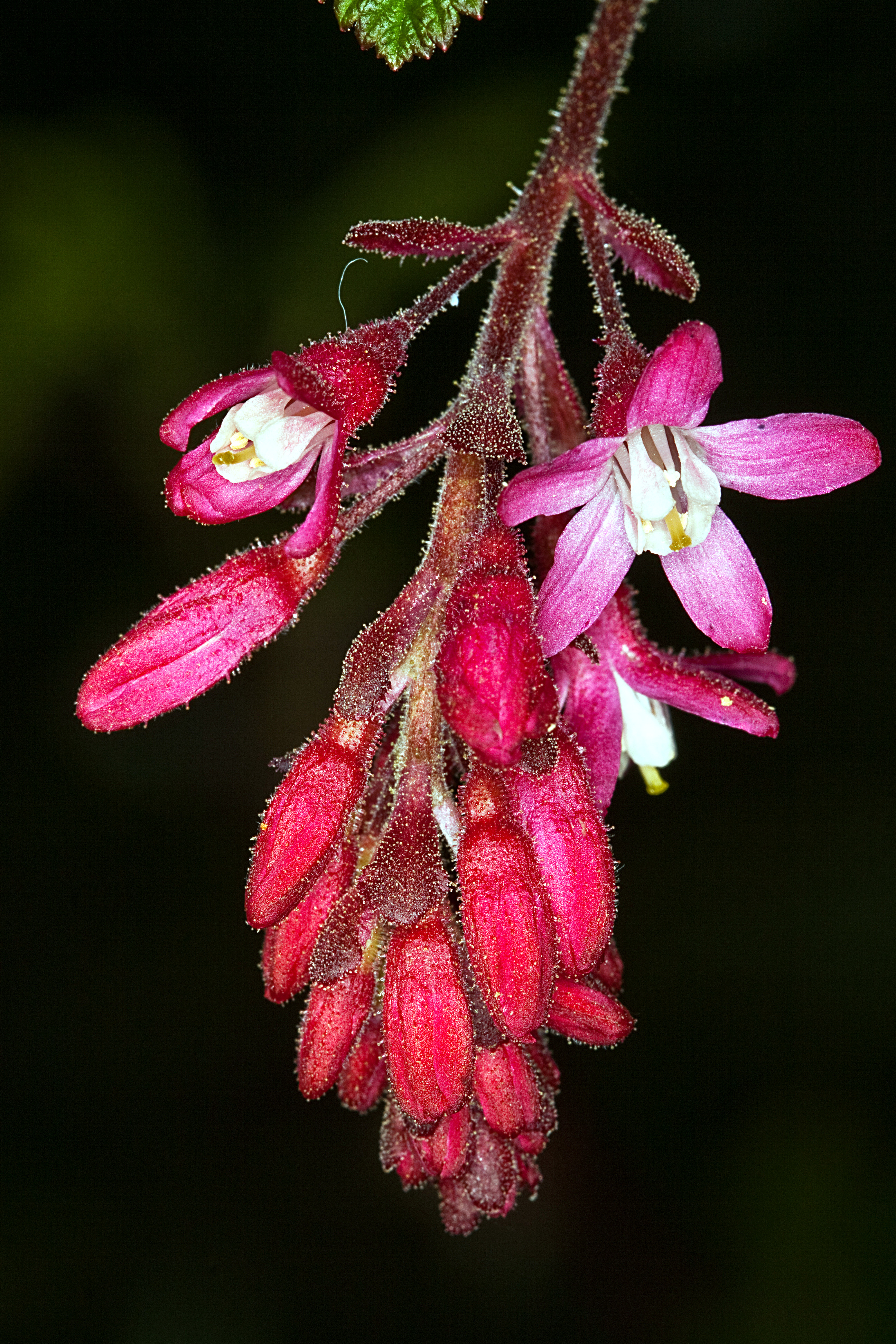
Inflorescència

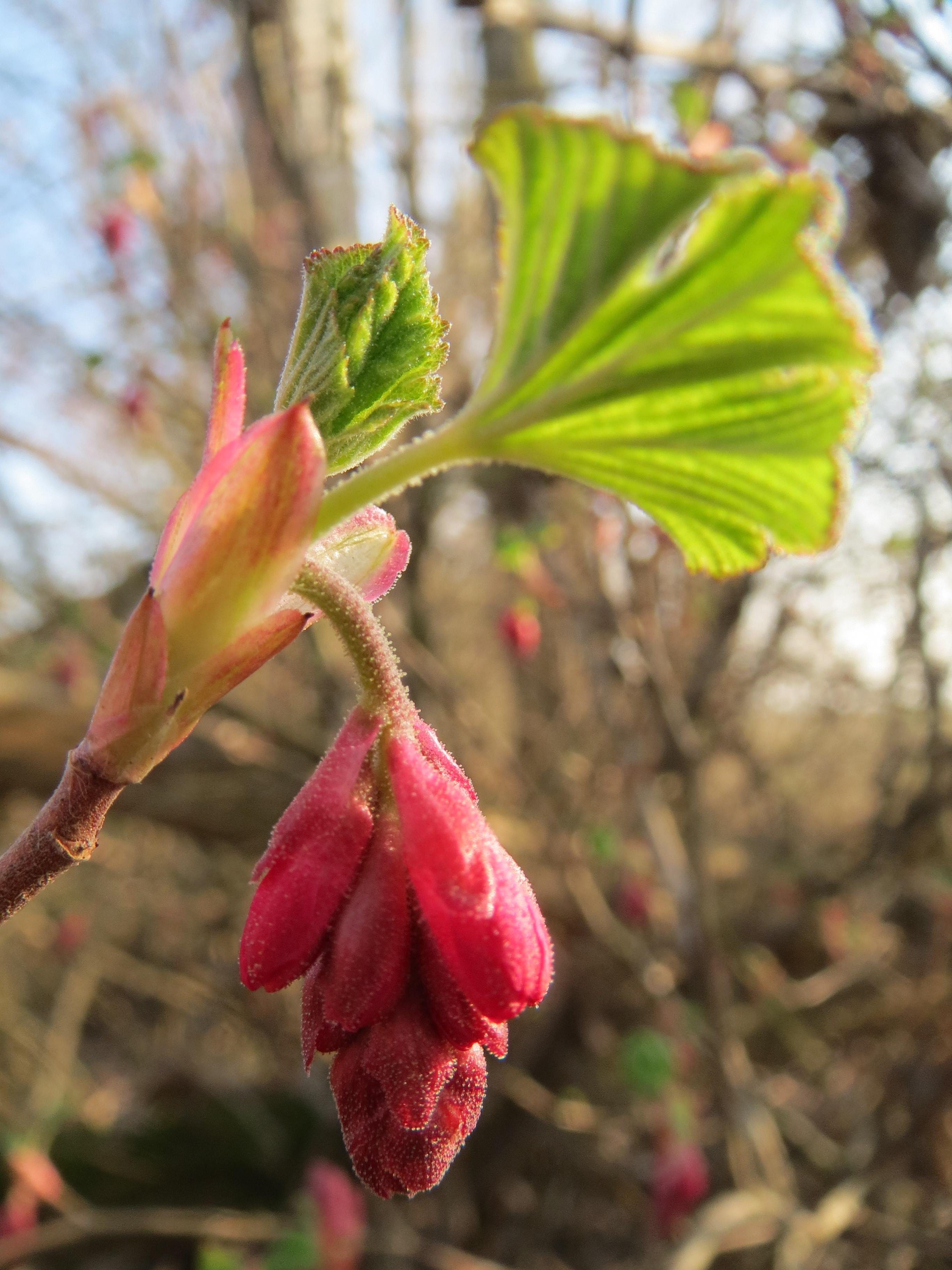
Detall de la planta

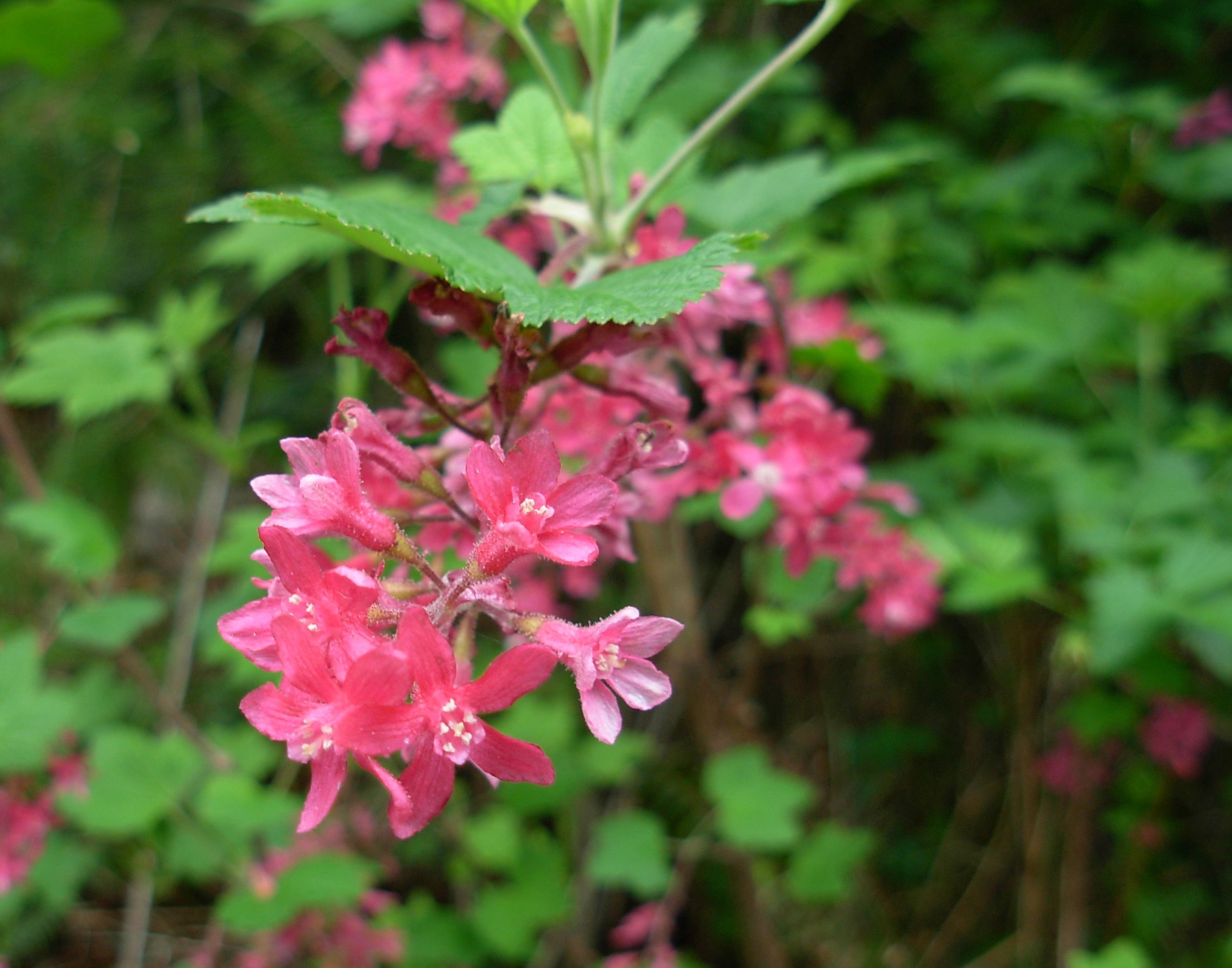
Flors de Ribes sanguineum.

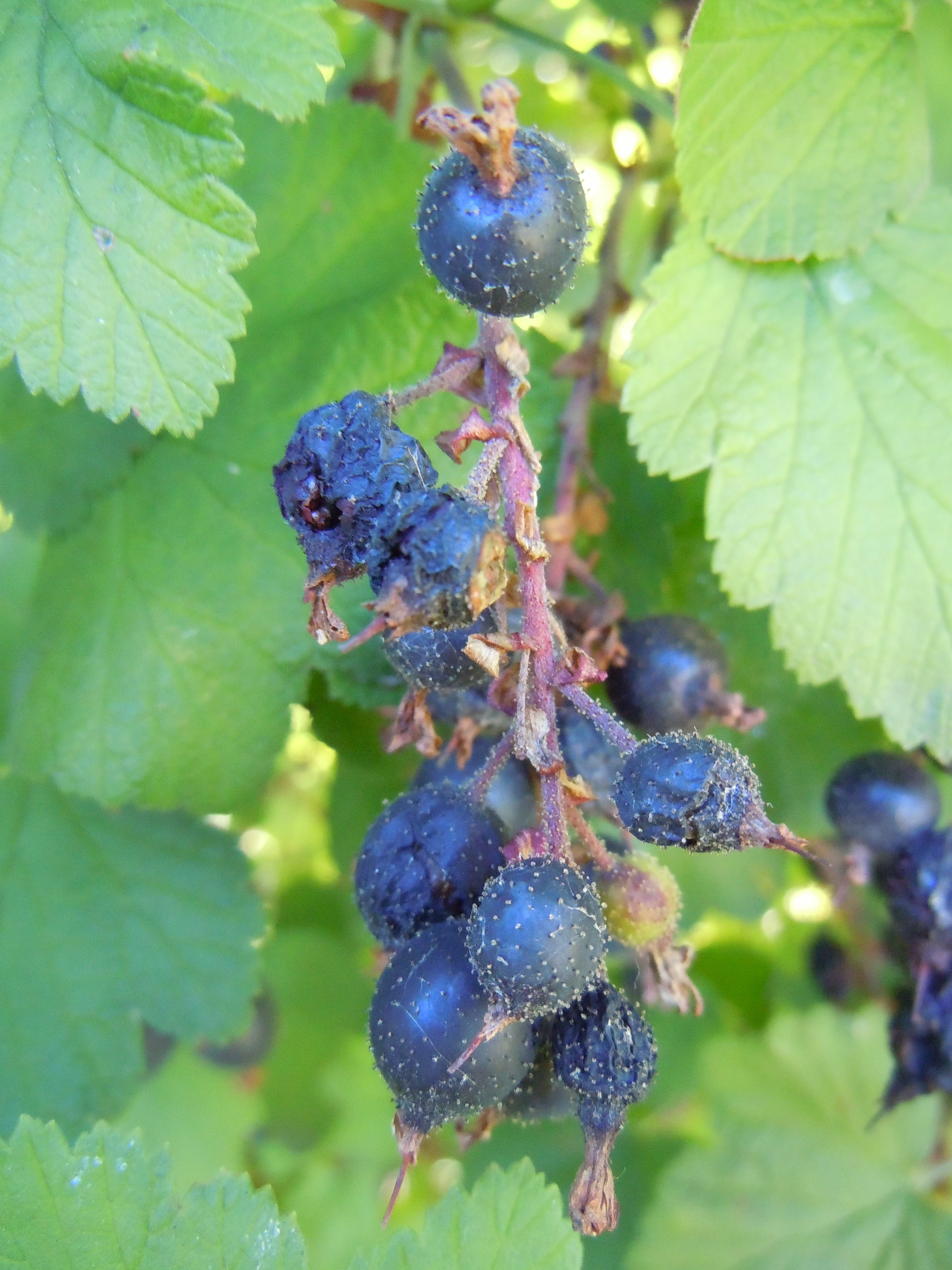
Fruits de Ribes sanguineum.

Ribes sanguineum, riber sanguini o riber de sang és una espècie de planta de la família de les grossulariàcies, originària de la costa occidental d'Amèrica del Nord des de la Colúmbia Britànica fins a Califòrnia.
És un arbust de fulla caduca que creix fins als 4 m d'alçada. L'escorça és de color marró fosc amb prominents lenticel·les marrons pàl·lides. Les fulles mesuren 2-7 cm de longitud i ample, són palmades lobulades amb 5 lòbuls, i quan són joves a la primavera tenen una forta olor resinosa. Les flors es produeixen a la primavera primerenca al mateix temps que emergeixen les fulles. Les inflorescències es produeixen en raïms de 3-7 cm de llarg que contenen de 5 a 30 flors; cada flor té 5-10 mm de diàmetre, amb 5 pètals de color vermell o rosa. El fruit, la riba sanguínia o riba de sang és una baia ovalada de color porpra fosc d'1 cm de llarg, comestible, però amb un sabor insípid.
Ribes sanguineum i les seves varietats i cultivars són un arbust de jardí molt popular, que es conrea per les flors acolorides i perfumades a la primavera i per suport de l'hàbitat dels ocells. Va ser introduït al cultiu al segle xix pel botànic David Douglas.

## Taxonomia
Ribes sanguineum va ser descrita per Frederick Traugott Pursh i publicada a Flora Americae Septentrionalis; or,. .. 1: 164. 1814[1813].

### Etimologia
- Ribes: nom genèric que sembla procedir de l'àrab rabas; en persa  Rawas i rawash = nom a orient d'un ruibarbre (Rheum ribes, poligonàcies). S'afirma que ribes figura per primera vegada a occident a la traducció que Simon Januensis va fer, a la segona meitat del segle xiii, del llibre d'Ibn Sarab o Serapió d'Alger - Liber Serapionis aggregatus in medicinis simplicibus ...- i que aquest nom va ser adoptat per les oficines de farmàcia. En tot cas, es va aplicar a plantes diferents, que són els gaixivers (Ribes), potser pels seus fruits àcids i per les seves propietats medicinals semblants.[2]
- sanguineum: epítet llatí que significa "de color sang".[3]

### Sinonímia
- Calobotrya sanguinea (Pursh) Spach
- Coreosma sanguinea (Pursh) Spach
- Ribes sanguineum var. sanguineum[4]